# Ali Belhouane
Ali Belhouane ou Ali Belhaouane (arabe : علي البلهوان), né le 13 avril 1909 à Tunis et décédé le 11 mai 1958, est un militant et homme politique tunisien qui a marqué l'histoire du mouvement national, notamment en menant la manifestation conduisant aux événements du 9 avril 1938.

## Formation
Ali Belhouane est issu d'une famille de notables tunisois. Après des études coraniques dans le quartier Romdhane Bey, il s'inscrit à l'école primaire Kheireddine-Pacha où il étudie jusqu'à l'obtention du certificat d'études.
En 1924, il rejoint le Collège Sadiki, dont il obtient le diplôme en 1931, avant de poursuivre ses études à la faculté des lettres de Paris. Il s'y spécialise en philosophie et lettres arabes, ce qui lui permet d'être recruté comme professeur au Collège Sadiki en 1935. Belhouane a notamment été le professeur de Driss Guiga.

## Carrière militante
Dès son enfance, il est sensibilisé aux souffrances des Tunisiens et aux excès du protectorat français. Il assiste d'abord aux manifestations menées en 1924 contre l'installation de la statue du cardinal Charles Lavigerie devant la médina de Tunis. Il subit ensuite l'état de siège proclamé à l'occasion du procès du syndicaliste Mohamed Ali El Hammi en 1925. Enfin, il est le témoin de la tenue du congrès eucharistique en mai 1930 et du procès du groupe de La Voix du Tunisien en 1931.
À Paris, il adhère à l'Étoile nord-africaine et participe activement à ses activités. Après avoir commencé sa carrière professionnelle, il s'efforce de susciter la conscience nationaliste chez ses élèves et s'engage dans le militantisme actif au sein du Néo-Destour. À partir de 1936, il se dévoue à la cause nationaliste et participe au congrès du Néo-Destour en 1937, ce qui lui vaut d'être démis de son poste de professeur et accroît sa volonté de lutter contre le colonialisme.
En tant que responsable de la jeunesse du Néo-Destour, il conduit la manifestation du 8 avril 1938 qui revendique l'institution d'un parlement tunisien mais se voit arrêté et emprisonné le 9 avril, ce qui contribue à une fusillade faisant plusieurs dizaines de morts à Tunis lors des événements du 9 avril 1938. Libéré, il est chargé en 1943 de l'organisation des structures du Néo-Destour et de la formation de ses cadres. Avec le déclenchement de la révolte armée en 1952, il se rend successivement en Irak et en Égypte pour recueillir des soutiens à la cause nationaliste. Il aussi participe aux négociations menant à l'autonomie puis joue un rôle prépondérant dans l'organisation du congrès du Néo-Destour tenu en novembre 1955 et qui scelle la rupture avec Salah Ben Youssef.

## Fonctions
Après l'indépendance, Belhouane est nommé chef du service de promotion sociale du Néo-Destour. Il est élu le 25 mars 1956 comme représentant de la région de Thala-Sbeïtla à l'assemblée constituante puis, le 5 mai 1957, comme maire de Tunis.
Il représente occasionnellement la Tunisie lors de rencontres internationales, à l'instar de la session de l'ONU en 1956, de la conférence afro-asiatique du Caire en décembre 1957, de la conférence des peuples musulmans de Lahore ou encore du congrès de Tanger en avril 1958. 
Il décède le 11 mai 1958 à l'âge de 49 ans.

## Écrits et publications
- L'économie tunisienne (non publié)
- Aménagement de la capitale (1957, non publié)
- La Tunisie révoltée (1953, publié à Tunis à une date non indiquée)
- La révolution de l'esprit ou la problématique de la connaissance chez Al-Ghazali (date non indiquée)
- L'Afrique du Nord (traduction non publiée de l'ouvrage de Charles-André Julien)
- Mémoires d'un leader (témoignages recueillis auprès du président Habib Bourguiba en 1940-1941, non publié)
- Nous sommes une nation (date non indiquée)